# 伊庇鲁斯地区
- 图例：
- 灰色：古代伊庇鲁斯的大致范围
- 橙色：希腊伊庇鲁斯地区
- 绿色：20世纪早期希腊族裔聚集的大致范围[1]
- 红色点状线：北伊庇鲁斯

伊庇鲁斯地区，横跨希腊与阿尔巴尼亚

伊庇鲁斯地区，东南欧的一个地区概念，位于希腊与阿尔巴尼亚交界处。西邻爱奥尼亚海，东依品都斯山脉。该地区最大城市为希腊的约阿尼纳，阿尔巴尼亚部分最大城市则是吉诺卡斯特。
在古代，伊庇鲁斯地区为古希腊的西北部，多多納的神諭知名度僅次於德爾菲的神諭。一战后，伊庇鲁斯地区北部成为阿尔巴尼亚领土，南部则归属希腊。